# جوني رولف
جوني رولف (بالهولندية: Johnny Rolf)‏ هي مصممة هولندية، ولدت في 30 سبتمبر 1936 في لاهاي في هولندا.